# Liberale Partij van Honduras
De Liberale Partij van Honduras (Spaans: Partido Liberal de Honduras), is een Hondurese centrumrechtse partij. Het is de oudste georganiseerde partij van het land en domineert samen met de Nationale Partij van Honduras (Partido Nacional de Honduras) het politieke leven van Honduras.

## Geschiedenis
De PLH werd in 1891 opgericht door de liberaal Policarpo Bonilla uit protest tegen de verkiezing van Ponciano Leivano tot president van Honduras. In 1893 leidde een revolutie tot de val van Leivano en in 1894 werd Bonilla president. Bonilla voerde enkele hervormingen door en voerde een nieuwe grondwet in. In 1895 werd Bonilla op democratische wijze tot president gekozen. Bonilla was een groot voorstander van een federatie van Centraal-Amerikaanse staten, iets wat - ondanks de inzet van Bonilla - maar niet van de grond kwam. Bonilla, een klassieke liberaal, stelde Honduras open voor buitenlandse investeerders, iets wat zorgde voor een economische bloei, maar later in de geschiedenis van Honduras zou stuiten op verzet van nationalisten. Bonilla's ambtstermijn liep in 1899 af en hij werd opgevolgd door partijgenoot Terencio Sierra die tot 1903 aan de macht bleef. In 1907 werd de liberaal Miguel Rafael Dávila president en bleef dit tot 1911, daarna waren er 1919 conservatieven presidenten aan de macht. In 1918 scheidde een groep conservatieven zich van de PLG af en vormden de Nationale Partij van Honduras (Partido Nacional de Honduras) op. In de jaren na 1918 was de PLH hopeloos verdeeld tussen conservatieven en progressieven. In 1920 werd de eenheid hersteld, zij het voor korte tijd. Generaal Rafael López Guttiérez, lid van de PLH, werd in 1920 tot president gekozen. Hij regeerde doctatoriaal en werd in 1924 ten val gebracht.
In 1928 werd de liberaal Vicente Mejía Colindres tot president gekozen. Zijn verkiezing kwam als een verrassing, aanvankelijk leek het dat Tiburcio Carías Andino van de PNH de verkiezingen zou winnen. Mejía regeerde tot 1933, toen Carías alsnog president werd. Carías ontpopte zich als dictator en verbood enkele politieke partijen, waaronder de Communistische Partij van Honduras. De PLH werd echter als oppositiepartij getolereerd en kon redelijk vrij blijven opereren. De dictatuur van Carías eindigde in 1949, maar de PLH bleef buiten de regering. In 1956 werd PLH-kandidaat Ramón Villeda Morales tot president gekozen. In 1963 leek het er sterk op dat Villeda zou worden herkozen, pleegde het leger een staatsgreep. Bijna 10 jaar hielden de elkaar opvolgende dictators buiten de regering, totdat in 1971 een coalitieregering van de PNH en de PLH werd gevormd. Op 4 december 1972 werd deze democratische regering onder president Ramón Ernesteo Cruz Uclés (PNH) bij een militaire staatsgreep ten val gebracht.
Toen Honduras in 1981 opnieuw een democratische staat werd stelde Roberto Suazo Córdova van de PLH zich kandidaat voor het presidentschap. Suazo won de presidentsverkiezingen en voor het eerst in 18 jaar werd Honduras weer geregeerd door een liberale president. Ondanks dat de PLH hevig verdeeld was tussen twee vleugels (een conservatieve en een progressieve vleugel), wist zij de verkiezingen van 1985 te winnen. José Azcona del Hoyo volgde Suazo op als president. Azcona del Hoyo regeerde tot 1990. Van 1990 tot 1994 was Rafael Leonardo Callejas van de PNH president. Van 1994 tot 2002 kende Honduras weer PLH-presidenten.
Bij de parlementsverkiezingen van 25 november 2001 behaalde de PLH 40,8% van de stemmen, goed voor 55 van de 128 zetels in het Nationaal Congres van Honduras. Bij de presidentsverkiezingen, die op dezelfde dag werden gehouden, werd de liberale kandidaat Rafael Pineda Ponce met 44,3% van de stemmen herkozen. Bij de parlementsverkiezingen van 27 november 2005 verkreeg de partij 62 zetels en won haar presidentskandidaat Manuel Zelaya de op dezelfde dag gehouden presidentsverkiezingen. Zelaya verkreeg 49,9% van de stemmen.

## Signatuur

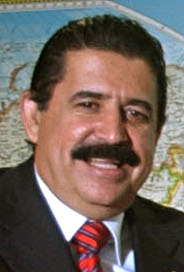
President Manuel Zelaya

De PLH is een verdeelde partij. De partij bestaat uit een rechtervleugel (rodistas) die vooral sterk is op het platteland en gesteund wordt door grootgrondbezitters. Leider van de rechtervleugel van de partij is Roberto Suazo Córdova (president van Honduras 1982-1986). Daarnaast kent de partij een linkervleugel (Movimiento Liberal Democrático Revolucionario) die vooral sterk is in de (grote) steden en naar sociale hervormingen streeft. Vooraanstaand leider van de linkervleugel van de partij was Carlos Roberto Reina (president van Honduras 1994-1998).
De PLH is aangesloten bij de Liberale Internationale (sinds 1986) en de Conferencia Permanente de Partidos Políticos de América Latina y el Caribe (Permanente Conferentie van Politieke Partijen in Latijns-Amerika en de Caraïben). De PLH is samen met de Colombiaanse Liberale Partij (Partidio Liberal Colombiano) de oudste georganiseerde liberale partij van Latijns-Amerika. Koos de PLC in de jaren 90 voor een sociaaldemocratische koers, de PLH is thans nog steeds een klassiek liberale partij.

## Presidenten namens de PLH
| Naam                              | ambtstermijn |
| --------------------------------- | ------------ |
| José Policarpo Bonilla Vásquez    | 1894 - 1899  |
| Terencio Esteban Sierra Romero    | 1899 - 1903  |
| Miguel Rafael Dávila Cuéllar      | 1907 - 1911  |
| Vicente Mejía Colindres           | 1919         |
| Rafael López Gutiérrez            | 1920 - 1924  |
| Vicente Mejía Colindres           | 1929 - 1933  |
| José Ramón Adolfo Villeda Morales | 1957 - 1963  |
| Roberto Suazo Córdova             | 1982 - 1986  |
| José Simón Azcona del Hoyo        | 1986 - 1990  |
| Carlos Roberto Reina Indiáquez    | 1994 - 1998  |
| Carlos Roberto Flores Facussé     | 1998 - 2002  |
| Manuel Zelaya                     | 2006 - 2009  |
| Roberto Micheletti                | 2009 - 2010  |

## Verwijzingen
1. ↑  Historical Dictionary of Honduras, door: Harvey K. Meyer, blz. 35 (1976)
2. ↑  Historical Dictionary of Honduras, door: Harvey K. Meyer, blz. 208 (1976)
3. ↑  Genoemd naar de conservatieve partijvoorman Modesto Rodas Alvarado
4. ↑  The Dictionary of Contemporary Politics of Central America and the Caribbean, door: Phil Gunson, Greg Chamberlain en Andrew Thompson, blz. 196 (1991)
5. ↑  idem
6. ↑  Partido Liberal de Honduras (PLH) - Honduras - Full Members - Members - Liberalism